# Ивэнческу, Михай
Михай Ивэнческу (рум. Mihai Ivăncescu; 22 марта 1942, Адынката — 2 декабря 2004, Брашов) — румынский футболист, защитник. Выступал за сборную Румынии, участвовал в Чемпионате мира по футболу 1970.

## Карьера
Начал карьеру в молодёжном клубе ФК «Брашов» в 1956 году. Там тренировался вплоть до 1961 года.

В 1961 году перешел в основной состав, в котором не смог заиграть. В 1962 году перешел в ФК «Тракторул», в котором провел 2 года.

В 1964 году вернулся в «Брашов», там играл на протяжении 9 лет. За это время провел 227 матчей, в которых забил 11 мячей.

В 1973 вернулся в ФК «Тракторул», где в 1975 году завершил профессиональную карьеру.

С 1967 по 1968 год выступал за национальную сборную, провел за неё 3 матча. Был заявлен на чемпионат мира 1970 года, но не провел на нем ни одного матча.